# Japanagromyza philippinensis
Japanagromyza philippinensis är en tvåvingeart som beskrevs av Mitsuhiro Sasakawa 1996. Japanagromyza philippinensis ingår i släktet Japanagromyza och familjen minerarflugor. Inga underarter finns listade i Catalogue of Life.